# Tonlé Bati

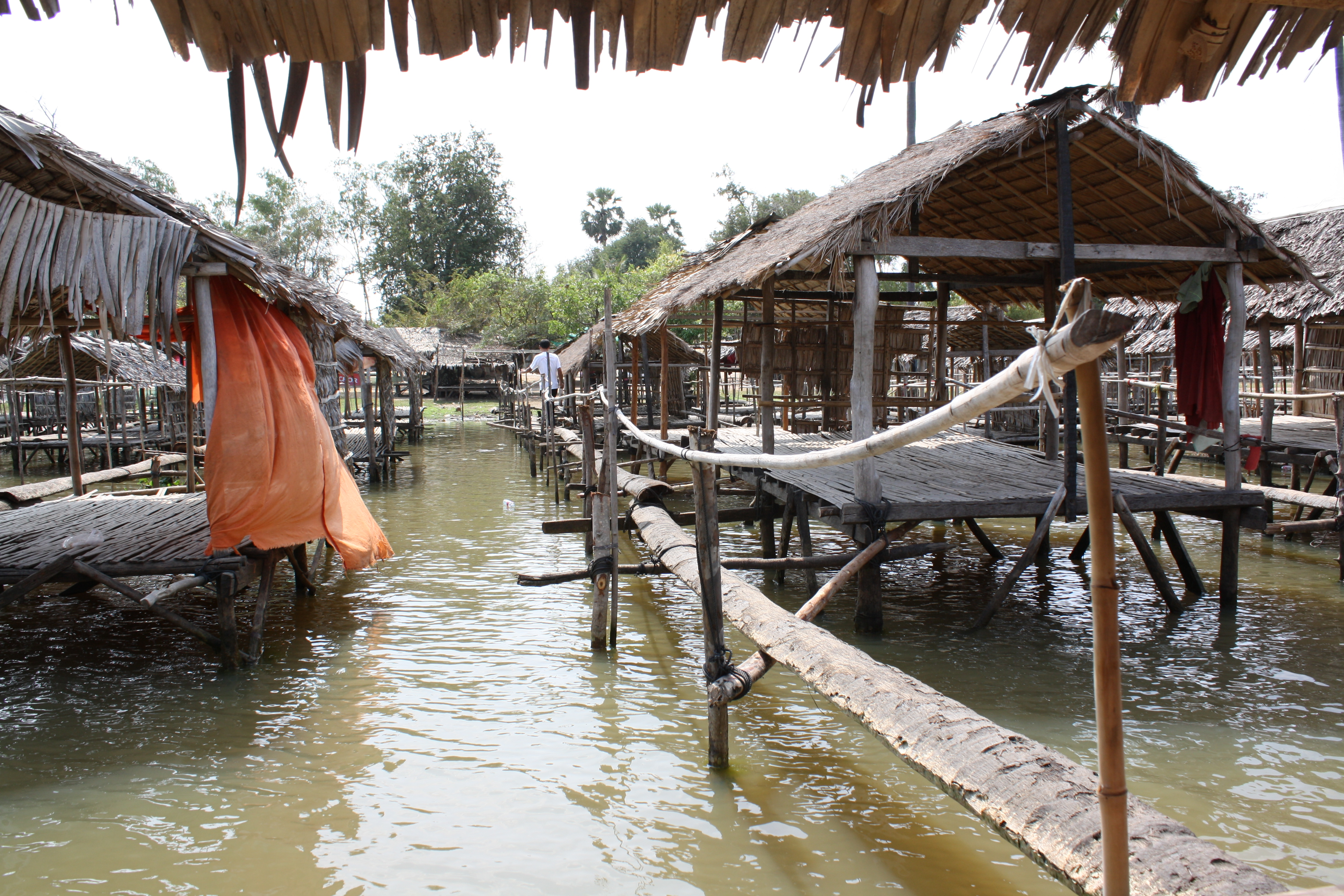
L'aire de pique-nique de Tonlé Bati

Tonlé Bati désigne un site à 30 kilomètres environ de Phnom Penh. Le complexe touristique est connu pour ses temples angkoriens (dont notamment le Ta Prohm) d’une part et pour son lac d’autre part. Le village est situé dans une plaine dépourvue de toute colline, dans les environs immédiats.

## Base de loisirs
Le lac (qui donne son nom au lieu) se situe à environ 300 mètres au nord des temples. Une jetée étroite s’avance dans l’eau, bordée de pavillons flottants en location à la journée. Le lac est ouvert à la baignade et à la pêche ; il attire des foules de phnom-penhois en fin de semaine. De forme allongée, il mesure d’est en ouest environ 5 kilomètres.

## Temples

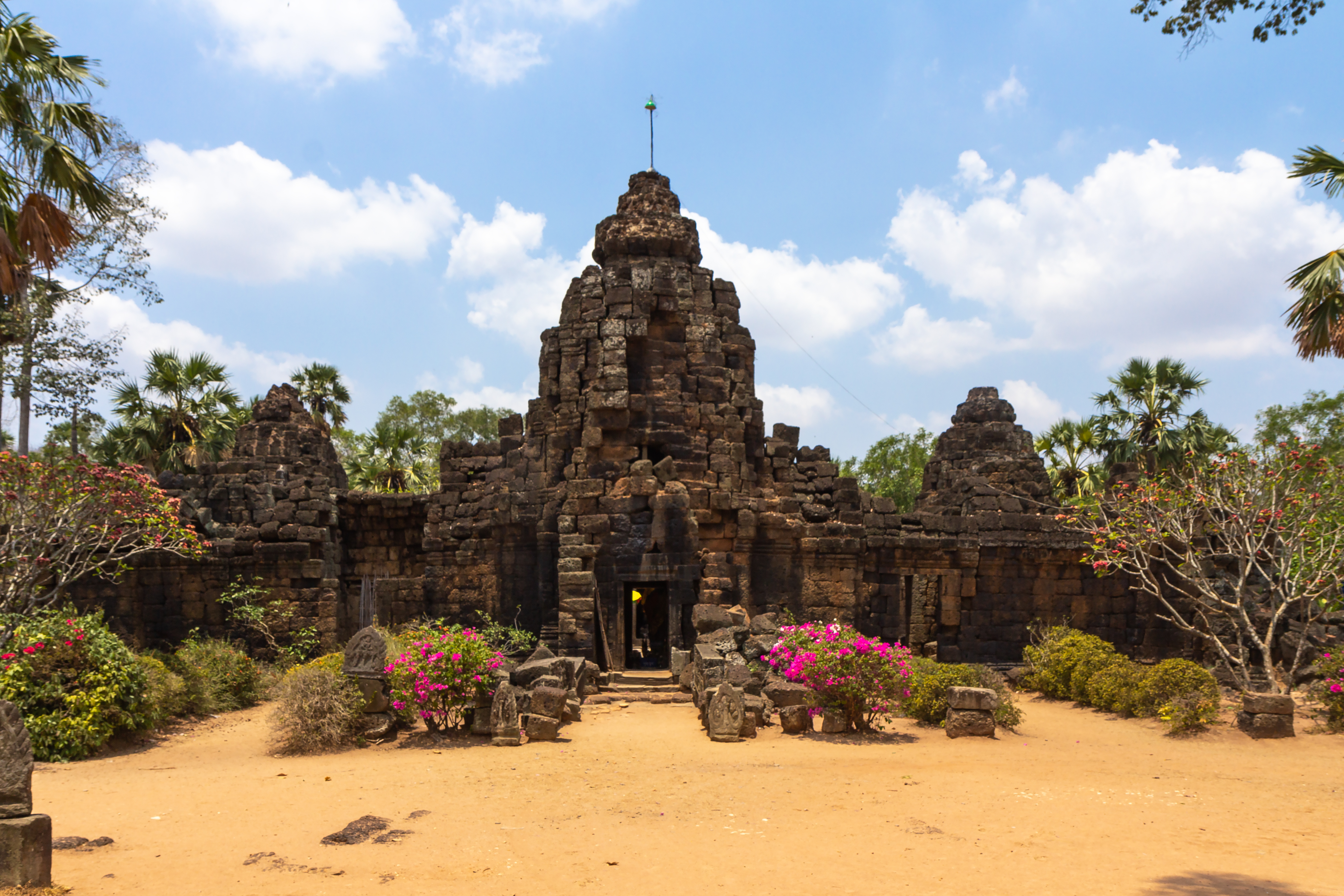
Temple de Ta Prohm
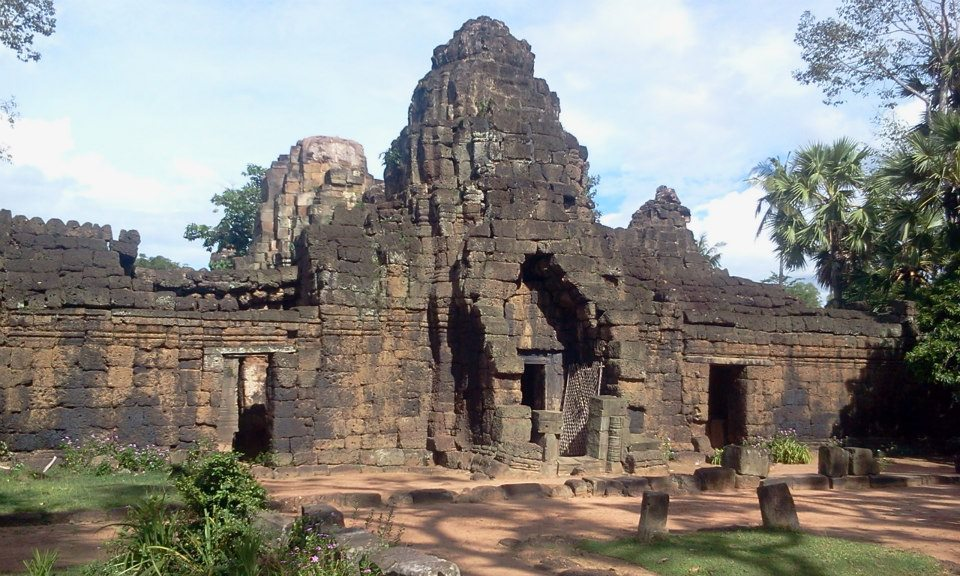
Temple de Ta Prohm
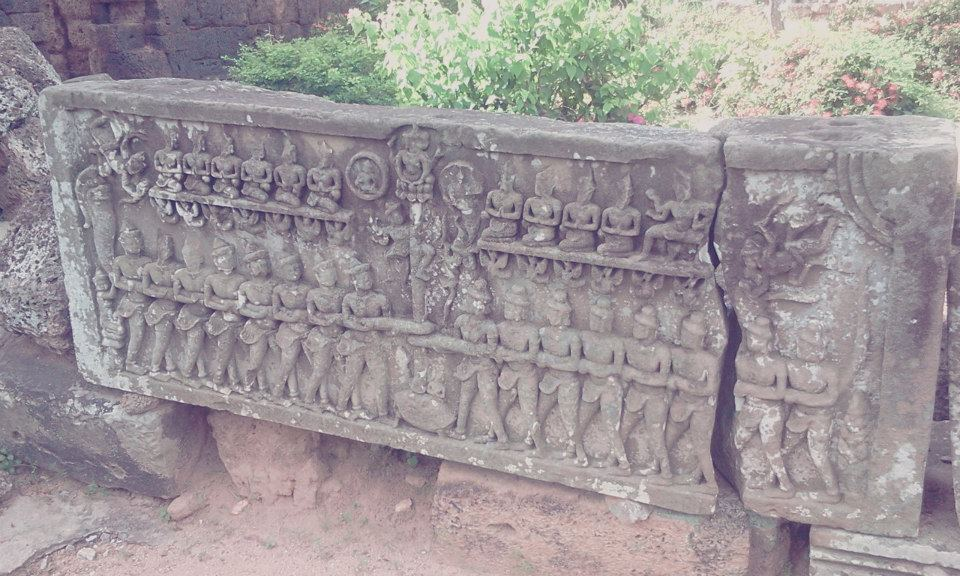
Barattage de la mer de lait. Bas-relief en grès

Le temple Ta Prohm, construit, essentiellement, en latérite au XIIe siècle sous le règne de Jayavarman VII (dans le style du Bayon et de son homonyme, sur le site d'Angkor : le Ta Prohm), est aujourd’hui en ruines. Le sanctuaire principal comporte cinq salles renfermant chacune un bouddha moderne. Les salles sont ornées de bas-reliefs très travaillés et bien conservés. La salle centrale renferme un lingam portant des traces des ravages des Khmers rouges.
Un second temple, Yeay Peau, figure à proximité dans l'enceinte d'une pagode moderne.